# Детство в Соломбале
«Детство в Соломбале» — повесть Евгения Коковина, лучшее произведение писателя, одно из значительных явлений литературы Севера.
Начатая как небольшой рассказ в 1940 году, после войны переработанная автором в одноимённую повесть вышедшую в 1947 году, затем в 1950-х годах получила продолжения «Морская школа» и «Первая любовь» — составившие трилогию «Дети моря» о жизни соломбальских мальчишек.
Повесть была издана общим тиражом более 2 миллионов экземпляров, выдержала более десяти переизданий, переведена на многие иностранные языки, входила в школьную программу, инсценировалась областным театром и читалась радиопостановкой по Всесоюзному радио.
В 2019 году планируется установка в Архангельске памятника героям книги — «Мальчишкам Соломбалы».
Книга эта полна шума и плеска беломорских прохладных волн, пароходных гудков, запаха распиленного леса и рыбы, свежего дыхания сиверка и горячего дыхания революции… Книга понравилась и любопытным ребятам, и взыскательным взрослым.

## Содержание
Одна книга вместила первопроходцев Арктики, интервентов, революционеров, искателей архангельских кладов.
Пролог: 1912 год, Соломбала — окраина Архангельска. Отец главного героя Димы Красова отправляется матросом на шхуне «Святая Ольга» в полярную экспедицию, которая пропадает без вести.
1917 год, в Архангельск приходит весть о Революции, но мальчишкам Соломбалы нет до этого никакого дела — для Димки Красова и его друга Кости Чижова главное, чтобы дед взял их на рыбалку. Выйдя в море на карбасе, дед между делом рассказывает им старинную историю о таинственном кладе. Мальчишки из хотя и рабочих, но бедных семей, видя как родители ничего не могут скопить и отправить детей учиться, постоянно во дворе конфликтующие с задирающим нос сыном богатеев Юркой Орликовым — единственным гимназистом на их улице, видят единственный способ стать богатыми — решают найти клад. В ходе поисков они приходят к мысли, что искать нужно на «кладбище кораблей», но проверить догадку не успевают: в июле 1918 на берег высаживаются английские и американские интервенты, которые арестовывают отца Кости Чижова — котельщика из судоремонтных мастерских, ставшего членом Совета. Ребятам становится не до поисков клада, они вступают в члены подпольной организации большевиков, и с этого момента их борьба с уже ставшим белогвардейским прапорщиком Юркой Орликовым приобретёт новый характер, а их детское увлечение неожиданно увенчается успехом — они найдут самый настоящий клад…

## Основа и прототипы
Как отметил литературовед Ш. Галимов: «трилогия Коковина — произведение в большой мере автобиографическое», отражающее факты биографии писателя и его сверстников.

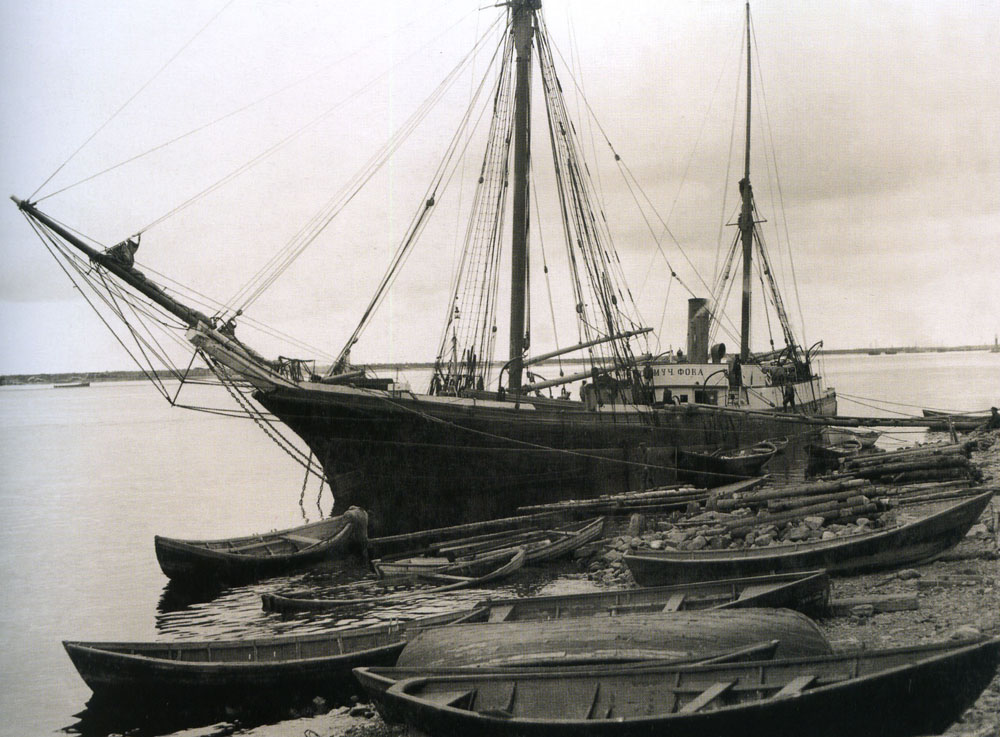
Шхуна «Святой Фока» экспедиции Георгия Седова, Соломбала, 1912 год

Описываемые в повести события имеют также связь с историческими событиями: так прообразы отправляющейся в повести в экспедицию шхуны «Святая Ольга» — шхуна «Святая Анна» пропавшей экспедиции Брусилова, и в то же время на шхуна «Святой великомученик Фока» на которой отправился в свою последнюю экспедицию Георгий Седов (тот же эпизод автор позже раскрыл в своём рассказе «Отплытие святого Фоки»).
Отец писателя, Степан Андреевич, был лично знаком с Георгием Седовым, семья Коковиных жила в казармах флотского полуэкипажа по соседству с домом Седова на набережной Соломбалы, а его дед делал такелаж для этой шхуны.

А ведь «Детство в Соломбале» — это литературный перекресток последнего арктического похода Седова и затертой во льдах «Святой Анны» Брусилова. Тайна двух экспедиций показана в повести лишь «художественными мазками» — поэтому заинтригованные мальчишки после Коковина зачитывали до дыр воспоминания, выпущенные участниками тех экспедиций — Николаем Пинегиным, штурманом Альбановым. И, конечно, каверинские «Два капитана», написанные по следам «Святой Анны».
Сюжетная линия об интервенции на Русском Севере тоже взята из биографии родственника — тесть писателя Андроник Корнилович Дорогобузов, член РСДРП, в Революционные годы распространял в Архангельске газету «Искра», укрывал от белогвардейцев бежавшего Макара Баева, когда пришли интервенты попал узником концлагеря на острове смерти — Мудьюге, затем был увезен интервентами в Европу и целый год провел в эдинбургской тюрьме, и вернулся будучи обменян на английских военнопленных.
И даже поиск клада юными героями книги имеет основу — речь идёт о легенде о зарытом в Архангельске кладе Фонтейнесов.

## История создания
Летом 1929 года, будущий автор повести, которому шёл шестнадцатый год, познакомился на литературном собрании в Доме книги в Архангельске с работавшим в газете «Правда Севера» известным писателем Аркадием Гайдаром. Юный писатель принёс свой рассказ, который Гайдар раскритиковал, но при этом расспросил его о Соломбале, о жизни там, о друзьях — и посоветовал писать об этом.

«После длительного и хорошего разговора с Гайдаром я возвращался домой, в Соломбалу, в необычайно приподнятом настроении. Вскоре я ушел в море на практику и на судне начал писать повесть о ребятах Соломбалы. Но в то время мне было всего пятнадцать лет и, конечно, из моей первоначальной затеи ничего не вышло».
Только в 1940 году в альманахе «Север» № 6 появился небольшой рассказ «Детство в Соломбале» — трёх-страничная предтеча будущей повести и последующей трилогии. Интересно, что критик в газете «Правда Севера» отметил некоторую «растянутость» рассказа. Рассказ выглядел вполне законченным произведением, и ничто не предвещало его превращения в повесть, более того — главный герой Костя (только не Чижов, каким он станет в повести, а Зеликов) в конце рассказа погибал от пули Орликова.

Папа всегда любил своих героев, очень бережно к ним относился. Он часто цитировал строки стихов Михаила Светлова, который заочно полемизировал с Львом Толстым: «Скорее я сам брошусь под паровоз, чем брошу на рельсы героя!» И если в первой публикации «Детства в Соломбале» герой рассказа погибает, то в повести папа его «воскрешает».— сын писателя Владислав Коковин (цитируемое стихотворение - М. Светлов «Живые герои»)
5 марта 1940 года в газете «Правда Севера» был опубликован отрывок из новой повести, и хотя её название указывалось как «В портовом городе», но судя по героям — это и было начало будущей «Детство в Соломбале».
К лету 1941 года рукопись повести была закончена, и в июне 1941 года сдана в Архангельское областное издательство. 22 июня писатель по направлению директора издательства Ильина приехал с рукописью на утверждение в Москву, но выйдя с вокзала услышал на улице по радио выступление Молотова о начале войны, и тут же поехал обратно.
Так получилось, что именно 22 июня 1941 года газета «Правда Севера» опубликовала второй отрывок из повести, теперь уже указывая, что это отрывок из повести «Детство в Соломбале».
После окончания войны, в которую Коковин служил военным журналистом на Карельском фронте, он вернулся к теме, значительно переработав и расширив первоначальный вариант рукописи.
В 1947 году в Архангельском издательстве была издана повесть под тем же названием — «Детство в Соломбале». Книжка вызвала живой интерес у читателей, получила одобрение критики: первыми с рецензиями выступили журналист Б. С. Пономарёв и старейший архангельский поэт В. И. Жилкин.
Однако, вышедшую в Архангельске повесть писатель подверг кардинальной переработке — сохранился экземпляр издания весь испещрённый авторскими правками: повесть увеличилась в объёме, значительно изменились начальные главы, а завязка сюжета стала более продуманной, текст стал стилистически более выверенным, а язык ярче и богаче.
В 1949 году повесть в новой редакции вышла в издательстве «Детгиз», в том же году была удостоена премии на Всесоюзном конкурсе художественных книг для детей, а в 1950 году Всесоюзное радио инсценировало повесть (автор инсценировки — С. Богомазов). Повесть принесла широкую известность автору, многократно переиздавалась, в том числе в Польше, Чехословакии, Китае.
Успех книги побудил писателя продолжить рассказ о судьбе героев.
В 1951 году вышла вторая часть повести — «Морская школа», а в 1957 году третья — «Первая любовь», составившие с «Детство в Соломбале» трилогию под названием «Дети моря».
Спектакли по повести трижды ставились на сцене Архангельского драматического театра: «В штормовую погоду» (1960) и «Мальчик из Соломбалы» (1967, 1975).

## Критика
Книга эта много раз переиздавалась, о ней немало написано. Секрет успеха книги у юного читателя состоит в том, что Е. Коковину удалось соединить в ней яркий и увлекательный сюжет с большим и значительным содержанием, создать картины, полные романтики борьбы, романтики подвига.— журнал «Вопросы литературы», 1958 год

На вопрос, какая из книг архангельских писателей самая популярная, можно без ошибки ответить: «Детство в Соломбале» Евгения Коковина. Умело и тонко переданы здесь большие исторические события через детское романтическое восприятие. На «Детстве в Соломбале» воспитывалось не одно поколение архангельских школьников. Да и не только архангельских.— журнал «Литературное обозрение», 1973 год
Высокую оценку повести дал как уже авторитетный писатель и литературный критик Лев Кассиль:

Повесть Коковина «Детство в Соломбале» — о хорошо ему знакомом детстве и судьбах беломорских мальчишек. Книга эта полна шума и плеска беломорских прохладных волн, пароходных гудков, запаха распиленного леса и рыбы, свежего дыхания сиверка и горячего дыхания революции, пришедшей на беломорские берега. Книга понравилась и любопытным ребятам, и взыскательным взрослым. Ребята полюбили книгу Коковина и в своих письмах просили автора продолжить повесть. Писатель выполнил их пожелания, рассказав о жизни соломбальских ребят после прочного установления советской власти на Севере.— Лев Кассиль
Так и никому ещё не известный А. А. Михайлов — будущий вице-президента Международной ассоциации литературных критиков: именно рецензия на эту книгу в областной газете «Правда Севера» в 1952 году стала его первой работой критика:

Характерное для «Детства в Соломбале» соединение романтики приключений и пафоса революционной борьбы, соединение будничного и героического роднит эту книгу со многими произведениями Гайдара. Евгений Коковин творчески воспринял эту замечательную особенность гайдаровской прозы- п которой и кроется секрет её популярности у юного читателя.— А. А. Михайлов
Юрий Казаков писал о влиянии на него книги: "Прежде чем приехать на Север и полюбить его воочию, я любил его ещё раньше, по книгам, в частности, по прекрасной книге «Детство в Соломбале» .
Специалист по литературе Севера Шамиль Галимов помимо прочих достоинств книги отметил язык повествования:

Неповторимый облик Архангельска, нелегкая доля тружеников моря, добывающих средства для жизни в свинцовых водах Арктики, суровый быт матросской семьи, краски морской слободы, картины жизни порта, трудные будни судоремонтников, а также вся атмосфера жизни соломбальских мальчишек, их увлечений и дел, начиная от голубей, «казаков-разбойников», рыбалок и кончая морской учёбой и первые плаванием — все это воссоздается писателем с хорошим знанием жизни и с художественным тактом.
— литературовед Шамиль Галимов
Я впервые нахожусь в Архангельске… Мои знания об этой северной земле складывались из прочитанных книг. Помню, сильное впечатление произвела на меня книжка «Детство в Соломбале».
Шамиль Галимов отметил как достоинства повести: язык и средства образной речи, определяющиеся психологией условного рассказчика; простоту описаний и восприятия предметов сквозь призму детских ассоциаций; изображение героев в развитии и в процессе нравственного мужания — «особенно удачно показана эволюция настроений и взглядов героев»; не просто показ исторического фона, а активное включение в события детей; верное решение проблемы отцов и детей.
Так заметил и о частных недостатках книги — в основном второй и третьей частей трилогии: введение лишённых правдивости обстоятельств и натянутых эпизодов, подключение не всегда удачных боковых ходов, как, например, эпизода спасения английских моряков, но в то же время ввод в сюжетную линию ненецкой темы критик посчитал «не только оправданным, но и выигрышным».
Продолжения книги — «Морская школа» и «Первая любовь», по мнению критика, меньше удались писателю: хотя он психологически верно обрисовал мотив первой любви, что способно подкупить читателя, но история поиска героем следов погибшего в экспедиции отца, и особенно линия разоблачения предателя — «определенная дань книжной романтике».
Книга сама стала частью культуры Архангельска:

В детстве у нас была такая игра: все мы читали «Детство в Соломале», и, не ведая тогда такого слова как «квест», сами прокладывали маршруты «по мотивам» книжки. Книжка о соломбальских мальчишках принесла широкую известность автору на Родине, в итоге стала самым известным литературным произведением об Архангельске. Ходила даже такая легенда: в Соломбале одна женщина, зачитавшись книгой, держала впроголодь свое семейство, заявив, что не подойдет к кухонной плите, пока не дочитает книгу о своем детстве до конца!
— архангельский журналист Георгий Гудим-Левкович, 2017 год

«Детство в Соломбале» когда-то полюбилось мальчишкам из Архангельска и многих других городов. Даже когда к нам приезжали туристы, то часто просили показать Соломбалу, вспоминая эту замечательную книгу. Евгений Коковин стал летописцем корабельной Соломбалы. И ничего, что повторить успех «Детства в Соломбале» он не смог, оставшись автором одной книги. Зато книга эта живёт и сегодня, несмотря на смену политических систем. А для школьников XXI века детство в Соломбале продолжается…— официальное издание мэрии г. Архангельска, 2018 год

## Издания
В 1940 году «Детство в Соломбале» в виде маленького рассказа, который уместился на 3 странички, было напечатано в журнале «Север».
Повесть впервые вышла в 1947 году, и к 1978 году была переиздана более десяти раз, переведена на 12 языков. Общий тираж — более 2 миллионов экземпляров.
Издания:
- Детство в Соломбале — Архангельск: Архангельское издательство, 1947. — 69 с.
- Детство в Соломбале / Рис. В. Щеглова. — Москва; Ленинград: Детгиз, 1949. — 120 с.
- Детство в Соломбале / Рис. С. Григорьева. — Архангельск: Архангельское областное государственное издательство, 1951. — 212 с.
- Детство в Соломбале / Рис. В. Щеглова. — Москва; Ленинград: Детгиз, 1951. — 136 с.
- Детство в Соломбале / Рис. В. Щеглова. — Москва; Ленинград: Детгиз, 1952. — 144 с.
- Детство в Соломбале — Молотов: Молотовское книжное издательство, 1953. — 144 с. — стр. 3-141 (тираж: 75000 экз.)
- Детство в Соломбале / Ил.: И. Браславский. — Москва; Ленинград: Детгиз, 1954. — 223 с. (тираж: 30000 экз.)
- Детство в Соломбале / Рис. В. Щеглова. — Москва: Детгиз, 1957. — 256 с.
- Детство в Соломбале — Петрозаводск, 1958. −256 с.
- Детство в Соломбале / Ил.: В. Г. Алексеев. — Москва: Советская Россия, 1959. — 389 с.
- Детство в Соломбале; Морская школа. Первая любовь: Трилогия / Ил.: В. С. Вежливцев. — Архангельск: Северо-западное книжное издательство, 1965. — 352 с.
- Детство в Соломбале / Рис. В. Щеглова. — Москва: Детская литература, 1966. — 336 с.
- Детство в Соломбале / Рис. В. Щеглова. — Москва: Детская литература, 1970. — 144 с.
- Детство в Соломбале / Ил.: В. С. Вежливцев. — Архангельск: Северо-западное книжное издательство, 1970. — 288 с.
- Детство в Соломбале — Архангельск: Северо-западное книжное издательство, 1979. — 360 с.

После 1978 года повесть не переиздавалась в России 40 лет, хотя в 1998 году повесть открывала первый номер архангельского литературного журнала «Красная пристань» издаваемого Архангельской областной организации Союза писателей России, по словам редактора Михаила Попова повесть была выбрана поскольку это «самое-самое „архангельское“ произведение».
Только в 2018 году снова вышло отдельное издание книги — тиражом 1300 экземпляров.
- Детство в Соломбале / Худ. Алексей Григорьев. — Архангельск: ИИЦ МО «Город Архангельск», 2018. — 145 с. — 1300 экз. — ISBN 978-5-91378-162-8

Рукопись повести хранится в Архангельском краеведческом музее.
В музее Архангельской городской детской библиотеки № 1, носящей имя Е. С. Коковина, три из шести стендов посвящены повести, один из которых — её изданиям.